# Габриэль д’Арамон
Габриэль де Люэц, барон и сеньор д’Арамон и де Валлабрег (фр. Gabriel de Luetz ou de Luez, baron et seigneur d’Aramon et de Vallabrègues) — французский дипломат XVI века — посол Франции при дворе Сулеймана Великолепного с 1546 по 1553 год. Сперва представлял короля Франциска I, а затем — Генриха II. Габриэля де Люэца сопровождала обширная свита ученых: Жан де Монлюк, философ Гийом Постель, натуралист и ботаник Пьер Белон, естествоиспытатель, топограф и переводчик Пьер Жиль д’Альби, будущий космограф Андре Теве, путешественник Николя де Никола. Все они по возвращении во Францию опубликовали свои открытия и внесли большой вклад в развитие французской науки.
Габриэль де Люэц сопровождал турецкого султана в его походах в Персию, в 1551 году поддержал турок, участвуя с двумя галерами и Галиотом в осаде Триполи, а в 1552 году убедил Сулеймана послать флот против Карла V.